# Lukáš Jarolím
Lukáš Jarolím (Pardubice, 29 luglio 1976) è un ex calciatore ceco, di ruolo centrocampista.

## Biografia
La sua è una famiglia di calciatori: il padre Karel Jarolím ha giocato fino all'età di 39 anni nella Gambrinus Liga ed è stato l'allenatore della nazionale della Repubblica Ceca; il fratello David Jarolím è un ex calciatore, centrocampista dell'Amburgo; il cugino Marek Jarolím è un centrocampista del Baumit Jablonec.

## Carriera

### Club
Cresciuto nelle giovanili dello Slavia Praga, mentre suo padre giocava in prima squadra. Segue poi il padre in alcune esperienze in Francia, tornando allo Slavia Praga nel 1990.
Nella stagione 2000-01 viene ceduto al Marila Příbram, dove colleziona 132 presenze e 15 reti e con al quale gioca fino al 2003 prima di passare al Sedan: nell'esperienza francese colleziona 25 presenze e 2 reti. In seguito si trasferisce in Germania al Greuther Fürth dove non gioca costantemente totalizzando solo 6 presenze.
Dopo un anno allo Slovácko (29 presenze e 2 reti), nel 2005 torna allo Slavia Praga, che dopo due stagioni lo cedette in Italia al Siena. Esordisce in Serie A il 26 agosto 2007 in Siena-Sampdoria (1-2); segna la sua prima rete in massima serie l'8 marzo 2009 nella trasferta di Catania vinta per 3-0 dai toscani. Lasciò la società toscana nell'estate 2010 (a seguito della retrocessione dalla A alla B) tornando a giocare allo Slavia Praga.